# Manuel Sánchez Delgado
Manuel Sánchez Delgado, ismertebb nevén Manolo (Cáceres, 1965. január 17. –) spanyol válogatott labdarúgó, edző.

## Pályafutása

### Klubcsapatban
Cáceresben született. Pályafutását 1982-ben a Cacereño kedzte, majd 1983-ban a Sabadellben folytatta. 1985-ben a Real Murcia szerződtette, ahol három évig játszott. 1988 és 1995 között az Atlético Madrid játékosa volt, melynek tagjaként 1991-ben és 1992-ben megnyerte a spanyol kupát. 1992-ben 27 találattal gólkirályi címet szerzett. 1996-ban a Méridában fejezte be a pályafutását.

### A válogatottban
1988 és 1992 között 28 alkalommal szerepelt a spanyol válogatottban és 9 gólt szerzett. Írország ellen mutatkozott be egy vb-selejtező alkalmával 1988. november 16-án, amely 2–0-ás győzelemmel zárult. Részt vett az 1990-es világbajnokságon, ahol az Uruguay elleni csoportmérkőzésen kezdőként lépett pályára. Dél-Korea, Belgium és Jugoszlávia ellen nem kapott lehetőséget.

## Sikerei, díjai
Atlético Madrid
- Spanyol kupagyőztes (2):  1990–91, 1991–92

Egyéni
- Pichichi-trófea (1): 1992
- A spanyol bajnokság gólkirálya (1): 1991–92 (27 góllal)